# Bonyhád
Bonyhád è una città di 13 968 abitanti situata nella contea di Tolna, nell'Ungheria centro-meridionale.

## Amministrazione

### Gemellaggi
Bonyhád è gemellata con:
- Wernau, Germania
- Tvrdošovce, Slovacchia
- Hochheim am Main, Germania
- Jastrowie, Polonia